# NGC 268
NGC 268 ist eine Balkenspiralgalaxie vom Hubble-Typ SBbc im Sternbild Walfisch, welche etwa 249 Millionen Lichtjahre von der Milchstraße entfernt ist.
NGC 268 wurde am 22. November 1785 von dem deutsch-britischen Astronomen Friedrich Wilhelm Herschel entdeckt.